# جوانج يانج
جوانج يانج هي مدينة في كوريا الجنوبية، تتبع مقاطعة جولا الجنوبية، بلغ عدد سكانها 144,414 نسمة في 2015، تبلغ مساحتها 458.89 كيلومتر مربع.

## مدن توأم
المدن التوأم:
- لينتز.